# Afgeknotte icosaëder

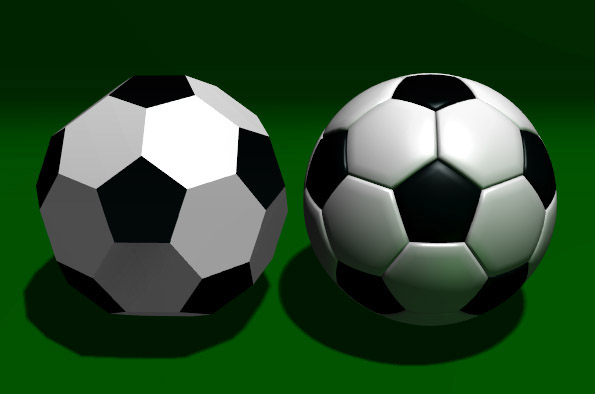
afgeknotte icosaëder naast een voetbal

Een afgeknotte icosaëder is een archimedisch lichaam. Het heeft 32 vlakken waarvan er 20 een zeshoek en 12 een vijfhoek zijn, 60 hoekpunten en 90 ribben. De vijfhoeken grenzen uitsluitend aan zeshoeken, de zeshoeken grenzen om en om aan een vijfhoek en een zeshoek.
Het veelvlak ontstaat als bij een regelmatig twintigvlak de 12 hoeken zodanig worden afgeknot dat van de ribben aan elk van beide kanten 1/3 wordt afgehaald, zodat van de 20 gelijkzijdige driehoeken 20 kleinere regelmatige zeshoeken overblijven, en op de plaats van elk van de 12 hoekpunten een regelmatige vijfhoek ontstaat.
Een afgeknotte icosaëder heeft hoekpuntconfiguratie 5.6.6 en wordt in de systematiek van geodetische en goldbergveelvlakken aangeduid als goldbergveelvlak {5+,3}1,1.

## Voorbeelden
- De vlakverdeling van een afgeknotte icosaëder vindt men veelvuldig op een voetbal terug.
- Buckminsterfullereen C60 is een bijzonder koolstofmolecuul dat deze vorm heeft.

## Oppervlakte en inhoud
De oppervlakte A en inhoud V van een afgeknotte icosaëder waarbij a de lengte van een ribbe is:
{\displaystyle A=3\left(10{\sqrt {3}}+{\sqrt {5}}{\sqrt {5+2{\sqrt {5}}}}\right)a^{2}\approx 72{,}6073\ a^{2}}
{\displaystyle V={\tfrac {1}{4}}\left(125+43{\sqrt {5}}\right)a^{3}\approx 55{,}2877\ a^{3}}